# San Giovanni alla Vena
San Giovanni alla Vena è una frazione del comune italiano di Vicopisano, nella provincia di Pisa, in Toscana.

## Geografia fisica

### Territorio
Il paese di San Giovanni alla Vena è situato lungo le sponde del fiume Arno, a 3 km a sud-ovest di Vicopisano, alle pendici di alcune alture dei Monti Pisani, come il Monte Castellare che lo delimita a nord e il Monte Verruca a nord-ovest. San Giovanni alla Vena è posto al centro di un'unica area urbana che si sviluppa lungo l'Arno senza soluzione di continuità con Vicopisano stesso e le frazioni di Cevoli, Cucigliana e Lugnano.

### Clima
La tabella sottostante riporta i valori medi che si registrano nel corso dell'anno:
| Mese               | Mesi | Mesi | Mesi | Mesi | Mesi | Mesi | Mesi | Mesi | Mesi | Mesi | Mesi | Mesi | Stagioni | Stagioni | Stagioni | Stagioni | Anno |
| Mese               | Gen  | Feb  | Mar  | Apr  | Mag  | Giu  | Lug  | Ago  | Set  | Ott  | Nov  | Dic  | Inv      | Pri      | Est      | Aut      | Anno |
| ------------------ | ---- | ---- | ---- | ---- | ---- | ---- | ---- | ---- | ---- | ---- | ---- | ---- | -------- | -------- | -------- | -------- | ---- |
| T. max. media (°C) | 10,4 | 11,0 | 14,5 | 18,7 | 23,1 | 27,2 | 30,0 | 30,3 | 26,6 | 21,6 | 15,9 | 11,2 | 10,9     | 18,8     | 29,2     | 21,4     | 20,0 |
| T. min. media (°C) | 1,5  | 2,1  | 4,1  | 7,4  | 10,6 | 13,4 | 16,2 | 16,3 | 13,7 | 9,9  | 6,1  | 2,6  | 2,1      | 7,4      | 15,3     | 9,9      | 8,7  |

## Storia
San Giovanni alla Vena è menzionato per la prima volta in un documento datato 15 ottobre 975 in cui Alberico vescovo di Pisa cedette in enfiteusi alcuni beni diocesani della pieve di San Giovanni. Non è sicura l'origine del toponimo "alla Vena", anche se si ipotizza, come è stato anche creduto per molti secoli, che fosse dovuto ad una vena d'oro localizzata nei dintorni del borgo. Nel 1363 il paese è stato luogo di una battaglia tra gli eserciti di Pisa e di Firenze, nota come battaglia del Bagno alla Vena. In origine attraversato dal fiume Arno, dopo il 1560, in seguito alle opere di bonifica idraulica del territorio che modificarono il corso del fiume e dettero forma ad una fertile pianura alluvionale, il paese andò via via a svilupparsi solamente sulla riva destra, alle pendici del Monte Castellare.

## Monumenti e luoghi d'interesse

### Architetture religiose
- Pieve di San Giovanni Evangelista, chiesa parrocchiale della frazione,[9] è documentata sin dal 975, ma è stata riedificata in epoca rinascimentale. L'aspetto attuale è dovuto ad alcune ristrutturazioni radicali avvenute tra il 1828 e il 1838. All'interno conserva una croce dipinta con Cristo e storie cristologiche di Enrico di Tedice della metà del XIII secolo.[8]
- Oratorio della Compagnia del Santissimo Sacramento, posto sul fianco sinistro della chiesa, è stato edificato verso la fine del XVI secolo e rimasto attivo come cappella sino agli anni trenta del XX secolo. Fu utilizzato anche come teatro, mentre oggi è adibito a magazzino.[7] All'interno si conserva un rilievo di marmo che raffigura l'Annunciazione (1639).[8]
- Oratorio di San Rocco, situato nei pressi della pieve, fu costruito nel 1635 per volere della signora Tedda Cascina, come si legge sulla facciata, in segno di ringraziamento per la fine dell'epidemia di peste che aveva colpito il paese.[7][8]
- Oratorio di Santa Croce in Castellare, situato sul Monte Castellare, è stato costruito nel 1656 sul luogo di un antico insediamento alto-medievale ed ha subito rifacimenti nel 1723 e poi nel 1818. Danneggiato da un bombardamento nel 1944, è stato riaperto al culto nel 1949.[8] Nel 2017 una bombola di gas usata durante l'annuale "merenda sul castellare" scoppia all'interno della chiesa lasciandone intatto solo il crocifisso.
- Cappella di San Giuseppe, piccolo edificio religioso posto tra via Roma e via Mazzini, è stata costruita come cappella gentilizia della Villa Rossoni-Mastiani nel 1748.[7]
- Cappella del Santissimo Crocifisso, piccola cappella situata nei pressi della Villa Lupi, fu fatta costruire da Francesco Lupi, canonico della cattedrale di Pisa, in onore dell'esaltazione della Santa Croce e consacrata il 14 settembre 1815.[7]

### Architetture civili
- Villa Rossoni-Mastiani, storica villa padronale di fine XVIII secolo, è oggi proprietà dei livornesi D'Alesio.[7][8]
- Villa Lupi, oggi Conti, storica villa padronale situata in via di San Rocco, appartenne alla famiglia Lupi sin dal XVII secolo.[7][8]
- Cateratte Ximeniane sulla Serezza, edificio a scopi idraulici realizzato dall'ingegnere Leonardo Ximenes nel 1757 per volere del Granduca di Toscana.[7]
- Cateratte di Riparotti, edificio a scopi idraulici, costruito come chiuse fluviali nel 1583.
- Palazzo delle Scuole, situato in piazza della Repubblica, è stato costruito nei primi anni del XX secolo per ospitare le scuole elementari del paese, ma attualmente è sede di varie associazioni locali.[7]
- Caserma dei Carabinieri, situata in piazza della Repubblica, è stata costruita originariamente come Casa del Fascio durante il ventennio fascista, ma divenne poi sede del Comitato di Liberazione Nazionale dal 1943 al 1946. Ha successivamente ospitato la Casa del Popolo durante gli anni cinquanta, una scuola media tra gli anni sessanta e gli anni settanta, e attualmente è sede del comando dei Carabinieri di Vicopisano.[7]
- La Botte di Alessandro Manetti, opera ingegneristica per permettere il deflusso delle acque del lago di Bientina direttamente in mare sottopassando l'alveo del fiume Arno.

### Altro
- Monumento ai caduti, posto in piazza della Repubblica, di fronte alla caserma, è stato innalzato in ricordo dei caduti della prima guerra mondiale ed è un'opera dello scultore Arturo Tomagnini.[7][8]
- Tabernacoli della Madonna col Bambino: lungo le strade di San Giovanni alla Vena sono posti tre tabernacoli marmorei del XVII secolo raffiguranti la Madonna col Bambino.[7][8]

## Economia
La frazione di San Giovanni alla Vena si è sempre contraddistinta per la lavorazione della ceramica (o "terra rossa"), attività che è documentata già affermata nel XVI secolo: nel 1570 sono censite ben ventisette fornaci da pentolame e vasellame, che venivano smerciati sino a Firenze, Pisa e Livorno trasportati dalle oltre cinquanta persone che erano proprietari di almeno un navicello, la caratteristica imbarcazione fluviale a vela, utilizzata per trasportare merci e sabbia sino al primo dopoguerra. La lavorazione della ceramica è ancora oggi una delle principali risorse della frazione, così come la lavorazione artigianale del mobile, che risente l'influenza della vicina Cascina, nota infatti come la "città del mobile".